# Banjar Lor
Banjar Lor is een bestuurslaag in het regentschap Brebes van de provincie Midden-Java, Indonesië. Banjar Lor telt 3686 inwoners (volkstelling 2010).